# Agenzia Stefani
L'Agenzia Stefani va ser la primera agència de notícies italiana, fundada per Guglielmo Stefani 26 de gener de 1853.

## Història

### Els inicis
La Telegrafia privada - Agenzia Stefani, va ser fundada el 26 de gener de 1853 a Torí per Guglielmo Stefani, director venecià de la Gazzetta ufficiale del Regno di Sardegna, amb el suport de Camillo Benso, comte de Cavour.
Sota el govern de Cavour, l'agència va obtenir grans avantatges amb el lliurament de les fonts secretes -perquè la llei prohibia els privilegis i monopolis als privats-, mentre que la premsa es va sotmetre a restriccions radicals en la llibertat d'informació. Així que l'agència Stefani, assumint connotacions quasi monopolistes, es va convertir en una eina governamental per al control mediàtic al Regne de Sardenya.
Després de la mort de Guillermo Stefani, succeïda el 1861, l'agència va reforçar les seves relacions de cooperació amb la britànica Reuters i la francesa Havas. Aquesta última va ser la primera agència internacional de notícies que es va crear en el món (1835) i que en aquell moment estava en condicions de fort domini, va adquirir el 50% de l'agència Stefani el 1865. Font d'informació oficial del govern de Savoia, la «Stefani» va seguir amb les diverses transferències de la capital d'Itàlia, des de Torí a Florència el 1865 i de Florència a Roma el 1871.

### La gestió de Morgagni
Després de l'arribada al poder del feixisme, Mussolini el 8 d'abril de 1924 va posar l'Agenzia Stefani sota el control de Manlio Morgagni, que en poc temps, la va transformar en una arma poderosa i en la veu del govern a Itàlia i en l'estranger.
| «                  | La meva primera lectura del matí són les carpetes de la Stefani. També veig sovint a Morgagni i voluntàriament... | » |
| — Benito Mussolini | |   |

L'agència tenia l'any 1924, 14 seus italianes, 160 corresponsals d'Itàlia i 12 a l'estranger que realitzaven un treball diari amb una tramesamitjana de 165 despatxos d'entrada i 175 de sortida. Sota la direcció de l'agència de Morgagni es va experimentar un enorme desenvolupament, de manera que el 1939, les seus eren de 32 italianes i 16 estrangeres, amb una plantilla de 261 corresponsals a Itàlia i 65 a l'estranger.
Davant la notícia de la detenció de Mussolini, el 26 de juliol de 1943 Manlio Morgagni es va llevar la vida a Roma.
Amb l'adveniment de la República Social Italiana, l'agència Stefani va passar a ser propietat de l'Estat i la seu es va traslladar a Milà, sota la direcció de Luigi Barzini. El seu últim director, Ernesto Daquanno, va ser afusellat a Dongo amb altres líders feixistes, el 28 d'abril de 1945, va estar al càrrec de l'escamot d'afusellament el partisà Alfredo Mordini.
Dissolta el 29 d'abril 1945, l'estructura tècnica i d'organització Stefani va ser utilitzada per la recentment fundada ANSA. La direcció va ser assignada en propietat a l'Associació de Periodistes que va reprendre la seva publicació el 2005, com una revista setmanal publicada per l'Associació de Periodistes de Bolonya.